# Franc Avsenek
Franc Avsenek, slovenski violist, skladatelj in profesor na akademiji.* 17. junij 1946.
Nižjo in srednjo glasbeno šolo je končal v Beogradu, Akademijo za glasbo pa v Ljubljani v razredu prof. Alija Dermelja. Leta 1967 je postal član Simfoničnega orkestra RTV Slovenija, od leta 1980 pa je njegov violist solist. Bil je član Slovenskega godalnega kvarteta in Klavirskega kvarteta RTV Ljubljana. S pianistom Hinkom Haasom sodeluje v komornem duu; vodi orkester Camerata Labacensis in v njem tudi igra. Od leta 1993 poučuje kot docent na Akademiji za glasbo v Ljubljani. Njegovo delo je tudi Antologija viole v skladbah slovenskih sladateljev, ki velja za vrhunec v njegovi umetniški karieri. Antologija je zbirka treh zgoščenk, ki zajema skladbe slovenskih skladateljev za violo iz različnih obdobij in slogov.